# Aradu (F89)
La Aradu (F89) («trueno» en hausa) es una fragata de la Armada de Nigeria. Es la primera de las fragatas MEKO 360 construidas por los astilleros Blohm + Voss de Hamburgo (Alemania).
Con una eslora de 125,6 m, es el mayor buque de la Armada Nigeriana. Se trata de una fragata multipropósito y por ello posee capacidades antiaérea, antibuque y antisubmarina, así como de bombardeo de costas y guerra electrónica. Además alberga un helicóptero naval para guerra antisubmarina, búsqueda y rescate (SAR) y mejora de la capacidad de vigilancia y detección.

## Construcción
El buque, como todos los de tipo MEKO, aplica técnicas de diseño modular en casco y armamento. Así, varias secciones del casco se construyeron por separado y fueron ensambladas más tarde en el astillero. La ventaja de este método consiste en que cada sección puede fabricarse de forma independiente de las demás. Por ello, en caso de daño, se puede reemplazar la sección afectada y enviarla a reparar a ella sola. La misma flexibilidad se encuentra en el armamento, que se introduce en contenedores y puede ensayarse en tierra sin importar lo avanzado de la construcción. Una vez está listo el casco, se instalan fácilmente los contenedores de armamento; el mismo procedimiento se sigue en caso de reparaciones importantes o reemplazo.
De esta manera, los buques MEKO pueden concurrir a misiones mientras que las partes defectuosas se dejan reparando. Ésta es la diferencia respecto a otros diseños, en los que el buque entero debe sacrificar la operatividad por fallos o ausencia de unidades concretas de armamento. Otra ventaja es que secciones enteras pueden fabricarse y almacenarse como repuestos; en caso de emergencia, el buque no tiene más que entrar en dique para cambiar la sección que necesite. Con este sistema se puede modernizar el armamento y los sistemas de a bordo con interferencias mínimas en las operaciones previstas.

## Historia
La necesidad de adquirir una fragata más sofisticada para reemplazar a la veterana Nigeria (posteriormente renombrada Obuma) se hizo evidente para los planificadores navales a mediados de los setenta. El valor de The Old Lady (la vieja dama), como era conocida la Nigeria, disminuía cada vez más en el mundo rápidamente cambiante de la tecnología naval. La Armada Nigeriana necesitaba adquirir capacidad oceánica con los buques adecuados en términos de potencia de fuego y mejores alcance operacional y capacidad de vigilancia. La Aradu fue la respuesta a estas aspiraciones. Inicialmente llamada The Republic, fue encargada en 1978. Se puso la quilla en diciembre del mismo año y se botó el 25 de enero de 1980. En noviembre se renombró a Aradu de acuerdo con nuevas políticas de la Armada Nigeriana. Entró en servicio el 22 de enero de 1982, siendo presidente Shehu Shagari. Después de permanecer en mal estado durante 12 años, ha sido reparada y reequipada hace poco. El buque demostró que aún poseía cualidades marineras al viajar al Reino Unido para tomar parte en las celebraciones del bicentenario de la batalla de Trafalgar.

## Capacidad operativa
La capacidad multipropósito de la Aradu le permite realizar las siguientes misiones sola o junto con otras unidades:
- Patrulla oceánica continuada e independiente con un alcance de 6500 millas náuticas.
- Apoyo artillero a fuerzas terrestres con un alcance de hasta 16 km de la costa.
- Defensa aérea individual o de otras fuerzas en un radio de 155km
- Guerra ansitubmarina cercana o lejana(mediante torpedos lanzados desde helicóptero).
- Guerra electrónica (interceptación e interferencia).
- Ataque misilístico contra otros buques en un radio de 80 km.
- Fondeo de minas.
- Búsqueda y rescate en superficie y por aire (helicóptero).

## Servicio
Desde su entrada en servicio, la Aradu ha participado en ejercicios navales de importancia, revistas de flota y misiones diplomáticas. Desempeñó un papel destacado en la Operación Seadog de 1985 y en la Operación Odion de 1987. Ha realizado numerosas visitas diplomáticas a Gabón, Congo, República Democrática del congo, Guinea Ecuatorial y países europeos. También ha participado en ejercicios conjuntos con buques visitantes de las armadas de Alemania, India, Francia y Brasil. Embarrancó dos veces y sufrió una colisión de importancia en 1987. Volvió a embarrancar a principios de 1994 en las pruebas de mar posteriores a la reforma, y en 1995 se consideró su reparación antieconómica. Sin embargo consiguió salir de nuevo a la mar a principios de 1996, y de nuevo en 1997, año en que quedó inutilizada durante varios meses en Monrovia. En 1998 volvió a Lagos con un solo motor funcionando.
En agosto de 2005, la Aradu participó en la revista naval internacional del bicentenario de la batalla de Trafalgar en Portsmouth junto con otros 100 buques de guerra de 36 países. En 2005 y 2006 participó en sendas maniobras importantes, llamadas Igbochi e Idabo.
Con la intención de fortalecer la cooperación militar entre Nigeria y Brasil, los buques de la Armada Nigeriana Aradu y Nwamba zarparon el 3 de agosto de 2007 para participar en la celebración del bicentenario de Brasil. Los buques llegaron a Monrovia el 9 de agosto siendo recibidos con entusiasmo y visitados por el jefe de Estado Mayor de Liberia, Mayor General Abdurahman del Ejército Nigeriano.